# São José de Areal
São José de Areal là một thị trấn thống kê (census town) của quận South Goa thuộc bang Goa, Ấn Độ.

## Nhân khẩu
Theo điều tra dân số năm 2001 của Ấn Độ, São José de Areal có dân số 8352 người. Phái nam chiếm 51% tổng số dân và phái nữ chiếm 49%. São José de Areal có tỷ lệ 63% biết đọc biết viết, cao hơn tỷ lệ trung bình toàn quốc là 59,5%: tỷ lệ cho phái nam là 68%, và tỷ lệ cho phái nữ là 58%. Tại São José de Areal, 13% dân số nhỏ hơn 6 tuổi.